# Татэбаяси (княжество)

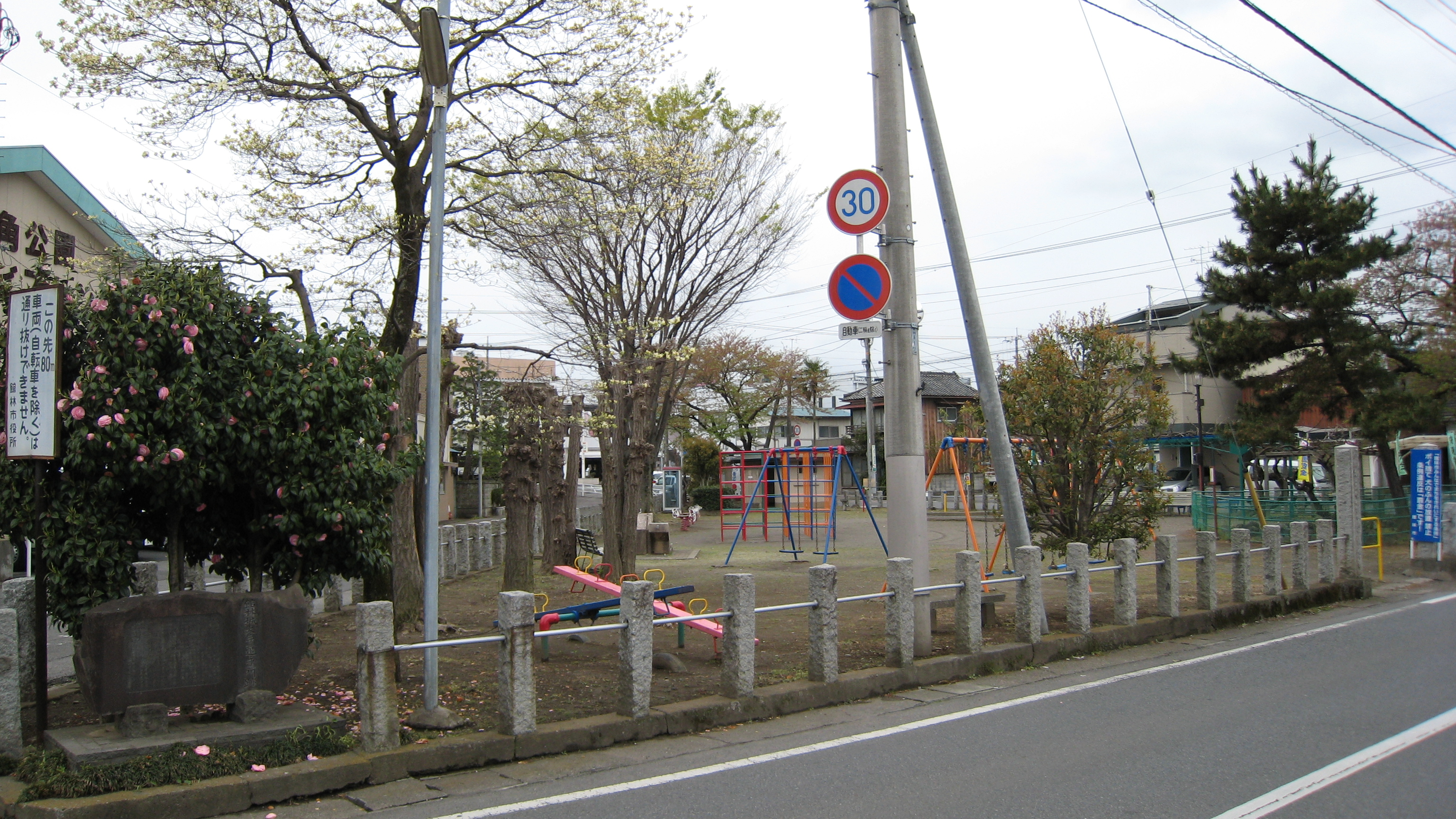
Татэбаяси

Княжество Татэбаяси (яп. 館林藩 Татэбаяси-хан) — феодальное княжество (хан) в Японии периода Эдо (1590—1871), в провинции Кодзукэ на острове Хонсю (современная префектура Гумма).

## Краткая история
Административный центр княжества: замок Татэбаяси (современный город Татэбаяси, префектура Гумма).
Доход хана:
- 1590—1643 годы — 100—110 000 коку риса
- 1644—1661 годы — от 60 до 55 000 коку
- 1707—1728 годы — 24000, 34000 и 54000 коку
- 1740—1746 годы — 50 000 коку риса
- 1746—1836 годы — от 54 до 61 000 коку
- 1836—1845 годы — 60 000 коку риса
- 1845—1871 годы — от 60 до 70 000 коку

Княжество Татэбаяси было создано в 1590 году, его первым правителем стал Сакакибара Ясумаса (1548—1606), вассал Токугава Иэясу. Род Сакакибара управлял ханом до 1643 года.
В 1644 году даймё Татэбаяси-хана был назначен бывший правитель Хамамацу-хана Мацудайра Норинага (1600—1654), сын даймё Ивамура-хана Мацудайры Иэнари. В 1654 году ему наследовал старший сын Мацудайра Норихиса (1633—1686). В 1661 году его перевели из Татэбаяси в Сакура-хана.
В 1661 году правителем Татэбаяси был назначен Токугава Цунаёси (1646—1709), сын третьего сёгуна Японии Токугава Иэмицу. В 1680 году Токугава Цунаёси стал пятым сёгуном Японии и правил до 1709 года. В 1680 году новым даймё Татэбаяси-хана стал Токугава Токумацу (1679—1683), старший сын сёгуна Токугава Цунаёси.
В 1683—1707 годах княжество Татэбаяси находилось под прямым управлении сёгуната. В 1707 году правителем княжества был назначен Мацудайра Киётакэ (1663—1724), второй сын даймё Кофу-хана Токугава Цунасигэ. В 1724 году ему наследовал Мацудайра Такэмаса (1702—1728), сын даймё Такасу-хана Мацудайры Ёсиюки, усыновленный Мацудайрой Киётакэ. В 1728 году новым правителем княжества стал Мацудайра Такэтика (1714—1779), сын Мацудайры Юриаки, даймё Хитати-Футу-хана. В том же году Мацудайра Такэтика был переведен на княжение в Танагура-хан.
В 1728—1734 годах княжеством управлял Ота Сукэхару (1696—1740), переведнный туда из Танагура-хана. С 1734 по 1740 год Татэбаяси-хан находился под прямым управлением сёгуната Токугава. В 1740 году хан был передан Ота Сукэтоси (1720—1764), сыну и преемнику Ота Сукэхару. В 1746 году он был переведён из Татэбаяси в Какэгава-хан.
В 1746—1836 годах княжеством управлял род Мацудайра, боковая ветвь династии Токугава. В 1746 году Татэбаяси вторично получил во владение Мацудайра Такэтика, переведенный туда из Танагура-хана. Его потомки владели ханом до 1836 года.
В 1836—1845 годах княжеством управлял Иноуэ Масахару (1805—1847), который был переведен в Татэбаяси из Танагура-хана. В 1845 году он получил во владение Хамамацу-хан.
В 1845 году Татэбаяси-хан был передан Акимото Юкитомо (1820—1876), переведенный туда из Ямагата-хана. В 1864 году он отказался от власти в пользу своего приемного сына Акитомо Хиротомо (1848—1883), правившего до 1871 года.

## Правители княжества
- Сакакибара, 1590—1643 (фудай-даймё)

| № | Имя                 | Имя       | Годы правления | Годы жизни  | Примечания                                                                              |
| - | ------------------- | --------- | -------------- | ----------- | --------------------------------------------------------------------------------------- |
| 1 | Сакакибара Ясумаса  | 榊原 康政 | 1590 — 1606    | 1548 — 1606 | Второй сын Сакакибара Наомаса                                                           |
| 2 | Сакакибара Ясукацу  | 榊原 康勝 | 1606 — 1615    | 1590 — 1615 | Третий сын и преемник Сакакибары Ясумасы                                                |
| 3 | Сакакибара Тадацугу | 榊原忠次  | 1615 — 1643    | 1605 — 1665 | Старший сын Осуга Тадамаса, даймё Ёкосука-хана, племянник и преемник Сакакибара Ясукацу |

- Мацудайра (ветвь Огю), 1644—1661 (фудай-даймё)

| № | Имя                | Имя      | Годы правления | Годы жизни  | Примечания                                       |
| - | ------------------ | -------- | -------------- | ----------- | ------------------------------------------------ |
| 1 | Мацудайра Норинага | 松平乗寿 | 1644 — 1654    | 1600 — 1654 | Старший сын Мацудайры Иэнори, даймё Ивамура-хана |
| 2 | Мацудайра Норихиса | 松平乗久 | 1654 — 1661    | 1633 — 1686 | Старший сын и преемник Мацудайры Норинаги        |

- Токугава, 1661—1683 (симпан-даймё)

| № | Имя               | Имя       | Годы правления | Годы жизни  | Примечания                               |
| - | ----------------- | --------- | -------------- | ----------- | ---------------------------------------- |
| 1 | Токугава Цунаёси  | 徳川 綱吉 | 1661 — 1680    | 1646 — 1709 | Сын 3-го сёгуна Японии Токугава Иэмицу   |
| 2 | Токугава Токумацу | 徳川徳松  | 1680— 1683     | 1679 — 1683 | Старший сын 5-го сёгуна Токугава Цунаёси |

- Мацудайра, 1707—1728 (фудай-даймё)

| № | Имя                | Имя       | Годы правления | Годы жизни  | Примечания                                                                      |
| - | ------------------ | --------- | -------------- | ----------- | ------------------------------------------------------------------------------- |
| 1 | Мацудайра Киётакэ  | 松平清武  | 1707 — 1724    | 1663 — 1724 | Второй сын Токугава Цунасигэ, даймё Кофу-хана                                   |
| 2 | Мацудайра Такэмаса | 松平武寛  | 1724 — 1728    | 1702 — 1728 | Четвертый сын Мацудайра Ёсиюки, даймё Такасу-хана, усыновлён Мацудайрой Киётакэ |
| 3 | Мацудайра Такэтика | 松平 頼明 | 1728           | 1714 — 1779 | Второй сын Мацудайры Ёриаки, даймё Хитати-Футу-хана                             |

- Ота, 1728—1734, 1740—1746 (фудай-даймё)

| № | Имя          | Имя      | Годы правления | Годы жизни  | Примечания                         |
| - | ------------ | -------- | -------------- | ----------- | ---------------------------------- |
| 1 | Ота Сукэхару | 太田資晴 | 1728 — 1734    | 1696 — 1740 | Сын Ота Сукэнао, даймё Танака-хана |
| 2 | Ота Сукэтоси | 太田資俊 | 1740 — 1746    | 1720 — 1764 | Старший сын Ота Сукэхару           |

- Мацудайра, 1746—1836 (фудай-даймё)

| № | Имя                | Имя       | Годы правления | Годы жизни  | Примечания                                          |
| - | ------------------ | --------- | -------------- | ----------- | --------------------------------------------------- |
| 1 | Мацудайра Такэтика | 松平 頼明 | 1746 — 1779    | 1714 — 1779 | Второй сын Мацудайры Ёриаки, даймё Хитати-Футу-хана |
| 2 | Мацудайра Такэхиро | 松平武寛  | 1779 — 1784    | 1754 — 1784 | Старший сын и преемник Мацудайры Такэтики           |
| 3 | Мацудайра Нариацу  | 松平斉厚  | 1784 — 1836    | 1783 — 1839 | Старший сын Мацудайры Такэхиро                      |

- Иноуэ, 1836—1845 (фудай-даймё)

| № | Имя            | Имя      | Годы правления | Годы жизни  | Примечания                                                     |
| - | -------------- | -------- | -------------- | ----------- | -------------------------------------------------------------- |
| 1 | Иноуэ Масахару | 井上正春 | 1836 — 1845    | 1805 — 1847 | Старший сын Иоуэ Масамото, даймё Хамамацу-хана и Танагура-хана |

- Акимото, 1845—1871 (фудай-даймё)

| № | Имя              | Имя      | Годы правления | Годы жизни  | Примечания                                                                            |
| - | ---------------- | -------- | -------------- | ----------- | ------------------------------------------------------------------------------------- |
| 1 | Акимото Юкитомо  | 秋元志朝 | 1845 — 1864    | 1820 — 1876 | Сын Мори Хиротика, даймё Токуяма-хана, усыновлён Акимото Хисатомо, даймё Ямагата-хана |
| 2 | Акимото Хиротомо | 秋元礼朝 | 1864 — 1871    | 1848 — 1883 | Сын Ота Сукэмото, даймё Какэгава-хана, был усыновлён Акимото Юкимото                  |